# Bassenser Tief
Das Bassenser Tief ist ein Tief im nördlichen Bereich der Gemeinde Wangerland im Landkreis Friesland im Norden von Niedersachsen.
Der etwa 4 km lange Wasserlauf im Jeverland, durch den Binnenwasser in die Nordsee abfließt, entsteht nördlich von Bassens und nördlich der Kreisstraße 87, der sogenannten Störtebekerstraße. Er fließt dann in östlicher und südlicher Richtung. Zusammen mit dem Grimmenser Tief bildet er beim Minser Hammrich das Horumer Tief.
In früheren Zeiten diente das Tief vor allem zur Entwässerung und als Verkehrsweg, heute auch den Freizeitsportarten Paddeln und Angeln.